# Legături bolnăvicioase (film)
Legături bolnăvicioase este un film din 2006 regizat de către Tudor Giurgiu. Scenariul se bazează pe romanul omonim scris de Cecilia Ștefănescu. 

## Prezentare
Kiki și Sandu sunt doi frați care au o relație ascunsă, incestuoasă. Viața dublă pe care o au cei doi, în calitate de iubiți și frați este dată în vileag în momentul în care între cei doi intervine gelozia. Alex, o tânără simplă din provincie, studentă în București intervine în relația celor doi ca iubită a colegei ei, Kiki. Alex este pentru Sandu o intrusă în relația lui cu sora sa și într-un moment de gelozie face cunoscut triunghiul legăturilor bolnăvicioase.

## Distribuție
| Actor               | Rol               |
| ------------------- | ----------------- |
| Maria Popistașu     | Kiki              |
| Ioana Barbu         | Alex              |
| Tudor Chirilă       | Sandu             |
| Cătălina Murgea     | Doamna Beneș      |
| Mircea Diaconu      | Domnul Dragnea    |
| Virginia Mirea      | Doamna Dragnea    |
| Tora Vasilescu      | Doamna Pârvulescu |
| Valentin Popescu    | Domnul Pârvulescu |
| Mihai Dinvale       | Prof. Mihăilescu  |
| Puya (rapper)       | șofer de taxi     |
| Mihaela Rădulescu   | Doamna Negulescu  |
| Carmen Tănase       | Chelnerița        |
| Robert Paschall Jr. | Bo                |

## Premii
- În 2007 a obținut Premiul publicului în cadrul galei Premiilor Gopo pentru cel mai mare succes la box office în anul 2006.